# China Open 2011 (Tennis)
Die China Open 2011 fanden vom 3. bis 9. Oktober 2011 in Peking statt. Bei den Männern waren sie ein Teil der ATP World Tour 500, bei den Damen handelte es sich um ein WTA Premier Mandatory Turnier.

## Herrenturnier
→ Hauptartikel: China Open 2011 (Tennis)/Herren
→ Qualifikation: China Open 2011 (Tennis)/Herren/Qualifikation

## Damenturnier
→ Hauptartikel: China Open 2011 (Tennis)/Damen
→ Qualifikation: China Open 2011 (Tennis)/Damen/Qualifikation